# Truizm
Truizm (ang. truism od truth – „prawda”) – stwierdzenie prawdziwe, ale banalne, znane wszystkim albo zbyt błahe, aby warto było je wygłaszać. Może być użyte jako figura retoryczna. Truizmem jest np. stwierdzenie, że „Słońce jest jasne”. W retoryce, jeśli nie chce się być posądzonym o bezkrytyczne posługiwanie się banałami, często używa się następującego zwrotu: „Truizmem byłoby stwierdzenie, że...”, po czym następuje wygłoszenie tej banalnej prawdy.
Pojęcie truizmu jest blisko związane z językową tautologią, a jego odpowiednikiem w logice jest tautologia.
Terminem przeciwnym do truizmu jest oczywisty fałsz, którym jest np. określenie „gruszki na wierzbie”. 